# Infiniti Q60

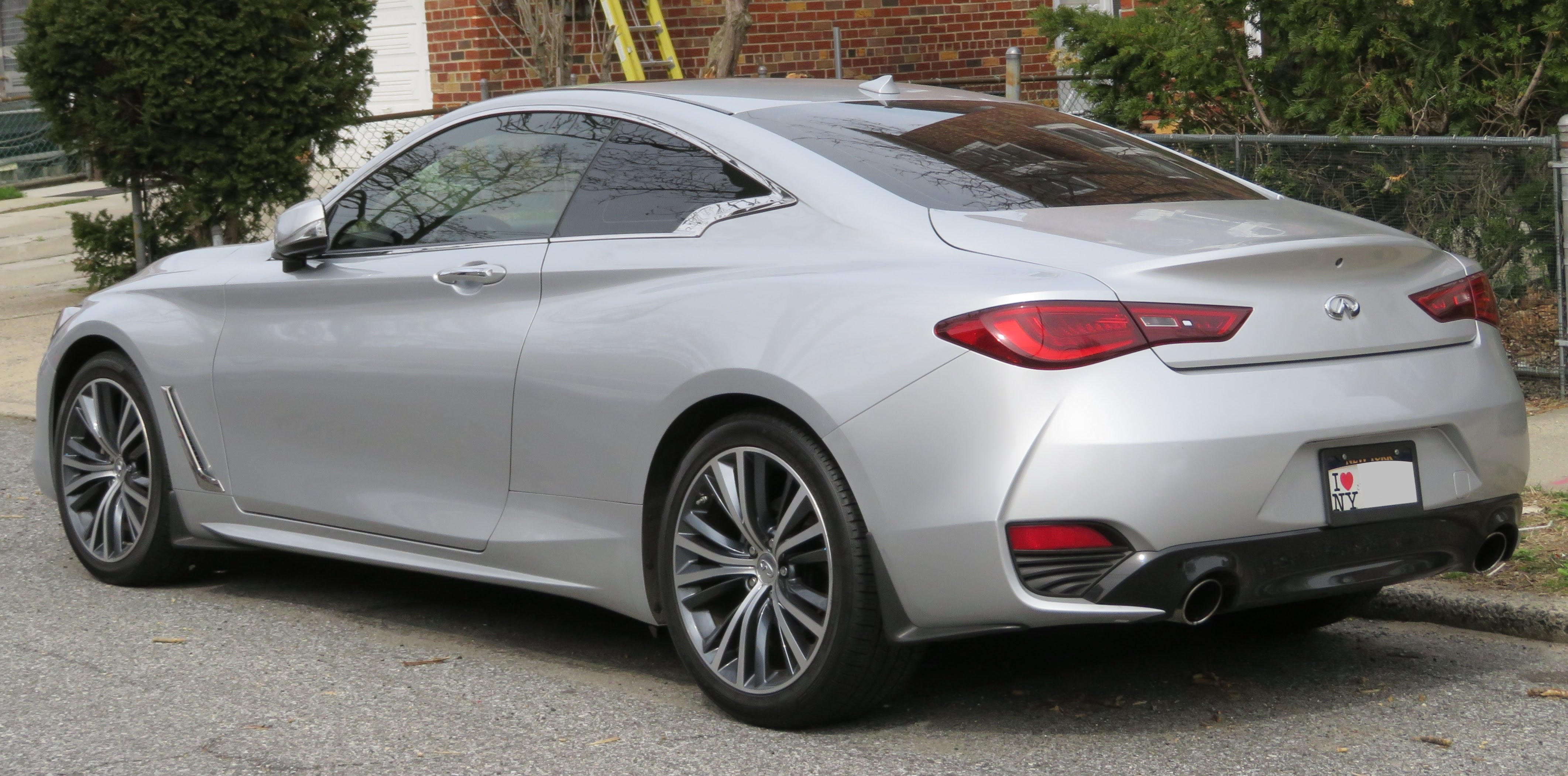

El Infiniti Q60 es el coupé y convertible de reemplazo para el coupé Infiniti G37 y convertible, y fue lanzado en el año 2014. Al igual que el Q40, la única diferencia entre los modelos más antiguos es el sistema de nombres. 
El modelo 2015 del Infiniti Q60 Sport, o Infiniti Q60S,  presenta una motorización V6 de 3.7 litros, con una potencia de 330 caballos de fuerza y torque de 270 libras-pie.